# Ferdinand Kübler
Ferdinand "Ferdi" Kübler (Marthalen, 24 de julio de 1919-Zúrich, 29 de diciembre de 2016), apodado Le Fou pédalant y L'Homme cheval, fue un ciclista suizo, profesional entre 1940 y 1957, periodo en el cual consiguió 135 victorias.

## Biografía

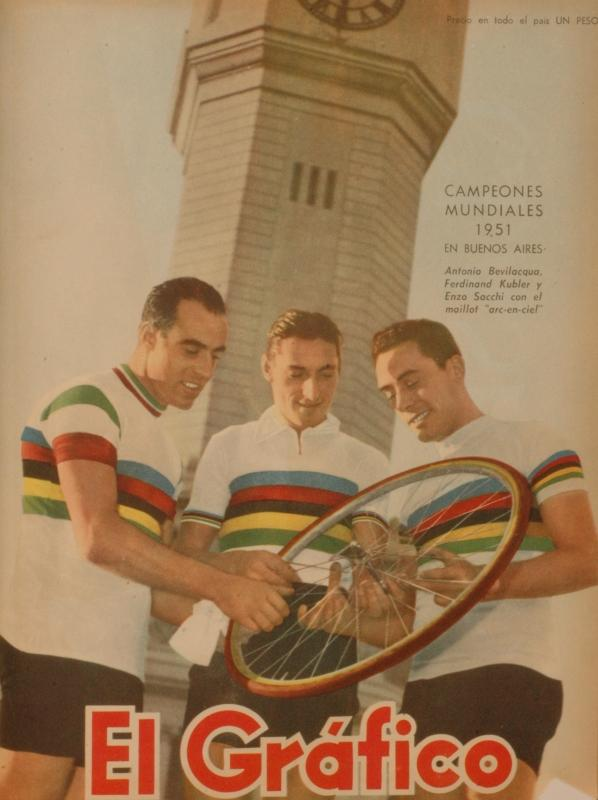
Antonio Bevilacqua, Kübler y Enzo Sacchi en 1951.

Fue uno de los ciclistas más laureados de Suiza. Campeón de su país hasta en once ocasiones en distintas categorías, tuvo sus mayores logros en la victoria final del Tour de Francia 1950 (primer suizo en lograrlo) y la medalla de oro en el Campeonato del Mundo de 1951.
Entre sus puestos de honor, también cuentan un segundo puesto en el Tour, dos terceros puestos en el Giro de Italia y dos medallas más, una de plata y otra de bronce, en el Campeonato del Mundo. Solo terminó en dos ocasiones el Tour, quedando en 1.ª y 2.ª posición. Tras retirarse del ciclismo profesional, se convirtió en monitor de esquí.
Falleció a la edad de 97 años tras ser ingresado en un hospital de Zúrich por un fuerte resfriado. Durante los últimos tiempos había padecido diversos problemas de salud.

## Reconocimientos
- Fue designado como uno de los ciclistas más destacados de la historia, al ser elegido en el año 2002 para formar parte de la Sesión Inaugural del Salón de la Fama de la UCI.[3]

## Palmarés

### Ruta
| 1940 - Campeonato de Suiza de Montaña - À travers Lausanne 1941 - Campeonato de Suiza de Montaña - 1 etapa de la Vuelta a Suiza - À travers Lausanne 1942 - Campeonato de Suiza de Montaña - Vuelta a Suiza, más 1 etapa - À travers Lausanne 1943 - Campeonato de Zúrich - Tour de Berna 1945 - À travers Lausanne 1947 - 1 etapa de la Vuelta a Suiza - 1 etapa del Tour de Francia 1948 - Campeonato de Suiza en Ruta - Vuelta a Suiza, más 4 etapas - Tour de Romandía, más 2 etapas 1949 - Campeonato de Suiza en Ruta - 2.º en el Campeonato Mundial en Ruta - 1 etapa del Tour de Francia - Tour de Berna 1950 - Campeonato de Suiza en Ruta - Tour de Francia, más 3 etapas - 1 etapa del Tour de Romandía - G. P. Industria y Comercio de Prato - Gran Premio de Lugano (contrarreloj) - Tour de Tessin - 3.º en el Mundial en Ruta - 1.º en el guardón Challenge Desgrange-Colombo | 1951 - Campeonato de Suiza en Ruta - Flecha Valona - Lieja-Bastoña-Lieja - Vuelta a Suiza, más 2 etapas - Tour de Romandía, más 4 etapas - 3.º en el Giro de Italia - Roma-Nápoles-Roma - Tour de Tessin - Campeonato Mundial en Ruta 1952 - Flecha Valona - Lieja-Bastoña-Lieja - 1 etapa de la Vuelta a Suiza - 3.º en el Giro de Italia - Tour de Tessin - 1.º en el guardón Challenge Desgrange-Colombo 1953 - 1 etapa del Tour de Romandía - Burdeos-París 1954 - Campeonato de Suiza en Ruta - 2.º en el Tour de Francia, 2 etapas y clasificación por puntos - Tour de Tessin - 1.º en el guardón Challenge Desgrange-Colombo 1955 - 1 etapa de la Vuelta a Suiza 1956 - Milán-Turín |

### Pista
| 1940 - Campeonato de Suiza en Persecución 1941 - Campeonato de Suiza en Persecución | 1943 - Campeonato de Suiza en Persecución 1944 - 2.º en el Campeonato de Suiza en Persecución |

### Ciclocrós
1940
- 3.º en el Campeonato de Suiza de Ciclocrós

1944
- Campeonato de Suiza de Ciclocrós

## Resultados
Durante su carrera deportiva ha conseguido los siguientes puestos en Grandes Vueltas, vueltas menores y carreras de un día:

### Grandes Vueltas
| Carrera | Carrera         | 1940 | 1941 | 1942 | 1943 | 1944 | 1945 | 1946 | 1947 | 1948 | 1949 | 1950 | 1951 | 1952 | 1953 | 1954 | 1955 | 1956 |
| ------- | --------------- | ---- | ---- | ---- | ---- | ---- | ---- | ---- | ---- | ---- | ---- | ---- | ---- | ---- | ---- | ---- | ---- | ---- |
|         | Giro de Italia  | —    | X    | X    | X    | X    | X    | —    | —    | —    | —    | 4.º  | 3.º  | 3.º  | —    | —    | —    | —    |
|         | Tour de Francia | X    | X    | X    | X    | X    | X    | X    | Ab.  | —    | Ab.  | 1.º  | —    | —    | —    | 2.º  | Ab.  | —    |
|         | Vuelta a España | X    | —    | —    | X    | X    | —    | —    | —    | —    | X    | —    | X    | X    | X    | X    | —    | —    |

### Vueltas menores
| Carrera | Carrera          | 1940 | 1941 | 1942 | 1943 | 1944 | 1945 | 1946 | 1947 | 1948 | 1949 | 1950 | 1951 | 1952 | 1953 | 1954 | 1955 | 1956 |
| ------- | ---------------- | ---- | ---- | ---- | ---- | ---- | ---- | ---- | ---- | ---- | ---- | ---- | ---- | ---- | ---- | ---- | ---- | ---- |
|         | Tour de Romandía | X    | X    | X    | X    | X    | X    | X    | 3.º  | 1.º  | 2.º  | 4.º  | 1.º  | —    | 7.º  | 15.º | 12.º | —    |
|         | Vuelta a Suiza   | X    | 3.º  | 1.º  | X    | X    | X    | —    | 4.º  | 1.º  | —    | 5.º  | 1.º  | 2.º  | —    | —    | 4.º  | —    |

### Clásicas, Campeonatos y JJ. OO.
| Carrera              | Carrera              | 1940 | 1941 | 1942 | 1943 | 1944 | 1945 | 1946 | 1947 | 1948 | 1949 | 1950 | 1951 | 1952 | 1953 | 1954 | 1955 | 1956 |
| -------------------- | -------------------- | ---- | ---- | ---- | ---- | ---- | ---- | ---- | ---- | ---- | ---- | ---- | ---- | ---- | ---- | ---- | ---- | ---- |
|                      | Milan San Remo       | —    | —    | —    | —    | X    | X    | —    | —    | —    | 17.º | 9.º  | 20.º | 37.º | 10.º | 13.º | 71.º | —    |
| Gante-Wevelgem       | Gante-Wevelgem       | X    | X    | X    | X    | X    | —    | —    | —    | —    | —    | —    | —    | —    | 2.º  | 5.º  | —    | —    |
|                      | Tour de Flandes      | —    | —    | —    | —    | —    | —    | —    | —    | —    | —    | —    | —    | —    | —    | 20.º | —    | —    |
|                      | París-Roubaix        | X    | X    | X    | —    | —    | —    | —    | —    | 54.º | —    | 35.º | 10.º | 4.º  | —    | 4.º  | —    | 28.º |
| Flecha Valona        | Flecha Valona        | X    | —    | —    | —    | —    | —    | —    | —    | —    | —    | —    | 1.º  | 1.º  | 2.º  | 2.º  | —    | —    |
|                      | Lieja-Bastoña-Lieja  | X    | X    | X    | —    | X    | —    | —    | —    | —    | —    | —    | 1.º  | 1.º  | 14.º | 3.º  | —    | —    |
| Campeonato de Zúrich | Campeonato de Zúrich | —    | 6.º  | 4.º  | 1.º  | —    | 9.º  | 5.º  | 3.º  | —    | 6.º  | 2.º  | —    | —    | —    | —    | —    | —    |
| París-Tours          | París-Tours          | X    | —    | —    | —    | —    | —    | —    | —    | —    | —    | —    | 22.º | 12.º | 2.º  | 55.º | —    | —    |
|                      | Giro de Lombardía    | —    | —    | —    | X    | X    | —    | —    | —    | 19.º | 2.º  | 5.º  | DQ.  | 10.º | —    | —    | —    | —    |
| Mundial en Ruta      | Mundial en Ruta      | X    | X    | X    | X    | X    | X    | —    | Ab.  | 7.º  | 2.º  | 3.º  | 1.º  | 11.º | 7.º  | Ab.  | 14.º | —    |
| Suiza en Ruta        | Suiza en Ruta        | —    | —    | 6.º  | —    | —    | 4.º  | —    | —    | 1.º  | 1.º  | 1.º  | 1.º  | —    | —    | 1.º  | —    | —    |

 —: No participa

Ab.: Abandona

X: Ediciones no celebradas

DQ.: Descalificado